# 拉卡尔特
拉卡尔特（法語：La Quarte，法語發音：[la kaʁt]）是法国上索恩省的一个市镇，属于沃苏勒区。

## 地理
拉卡尔特（47°46'25"N, 5°41'42"E）面积3.19 平方千米，位于法国勃艮第-弗朗什-孔泰大區上索恩省，该省份为法国东部内陆省份，北起顺时针与孚日省、贝尔福地区省、杜省、汝拉省、科多尔省和上马恩省接壤。
与拉卡尔特接壤的市镇（或旧市镇、城区）包括：乌日、法伊比约、普雷西尼、绍维雷勒沙泰勒、拉罗谢尔。
拉卡尔特的时区为UTC+01:00、UTC+02:00（夏令时）。

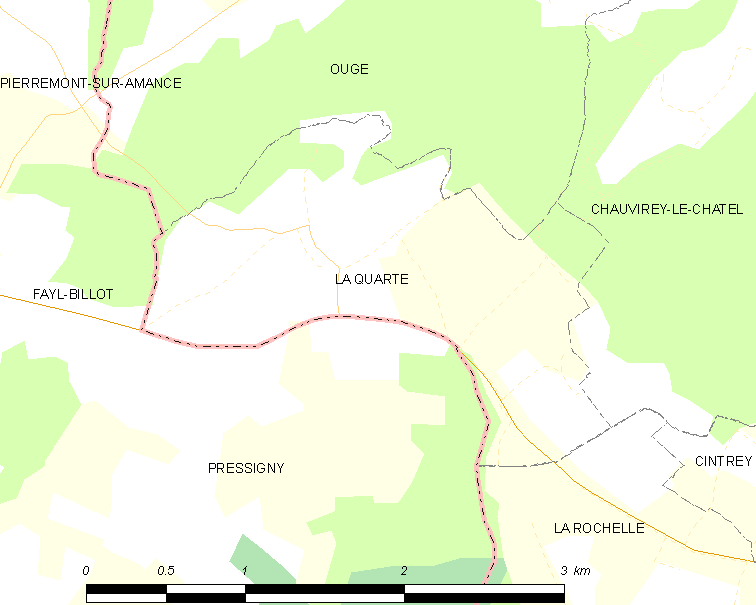
拉卡尔特的OSM定位图

## 行政
拉卡尔特的邮政编码为70120，INSEE市镇编码为70430。

## 政治
拉卡尔特所属的省级选区为瑞塞县。

## 人口

1962-2008年间拉卡尔特人口变化图示

拉卡尔特于2022年1月1日时的人口数量为63人。